# Chiesa di San Matteo e San Bartolomeo
La chiesa di San Matteo e San Bartolomeo è una chiesa che si trova in località Terrossola a Bibbiena.

## Storia e descrizione
La chiesa conserva sopra l'altare maggiore una Sacra Conversazione, datata 1497, del fiorentino Bernardo di Stefano Rosselli, artisti della scuola di Pietro Vannucci detto il Perugino.
Tipico artista-artigiano, specializzato nei lavori di decorazione, Bernardo Rosselli è ritenuto il continuatore del suo maestro Neri di Bicci. Nella tavola di Terrossola emerge il suo stile attardato ma accuratissimo nell'esatta riproduzione dei dettagli, mentre la cornice "all'antica" si rivela, nel più moderno repertorio decorativo, perfettamente aggiornata al gusto del tempo e probabilmente opera dei più giovani collaboratori dell'artista. In primo piano è il donatore Vannuccio, forse priore della chiesa di Terrossola, ricordato nell'iscrizione dedicatoria che corre lungo il margine inferiore del dipinto.